# Rotterdamse vierasser-trams

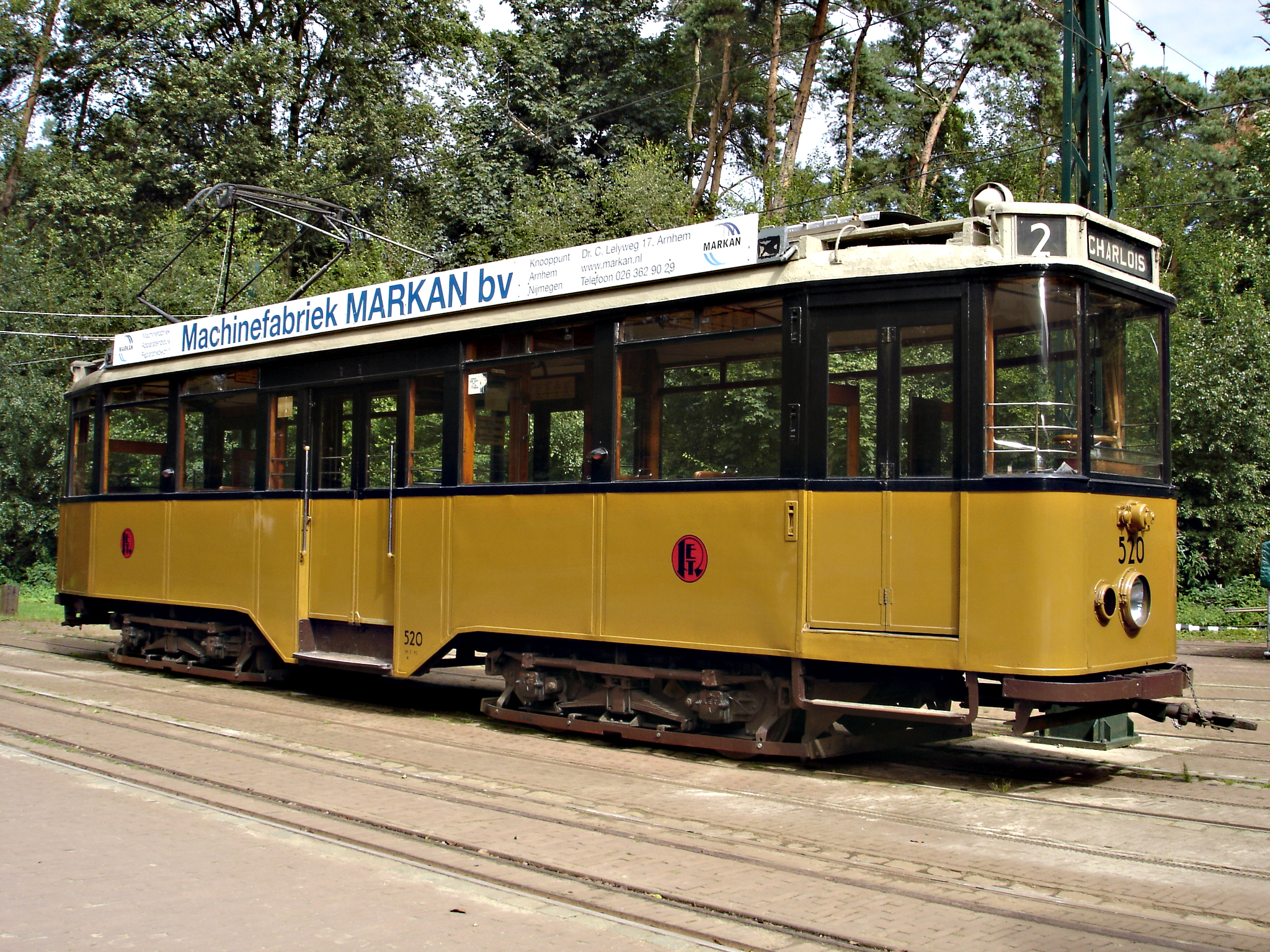
Vierassige motorwagen RET 520.

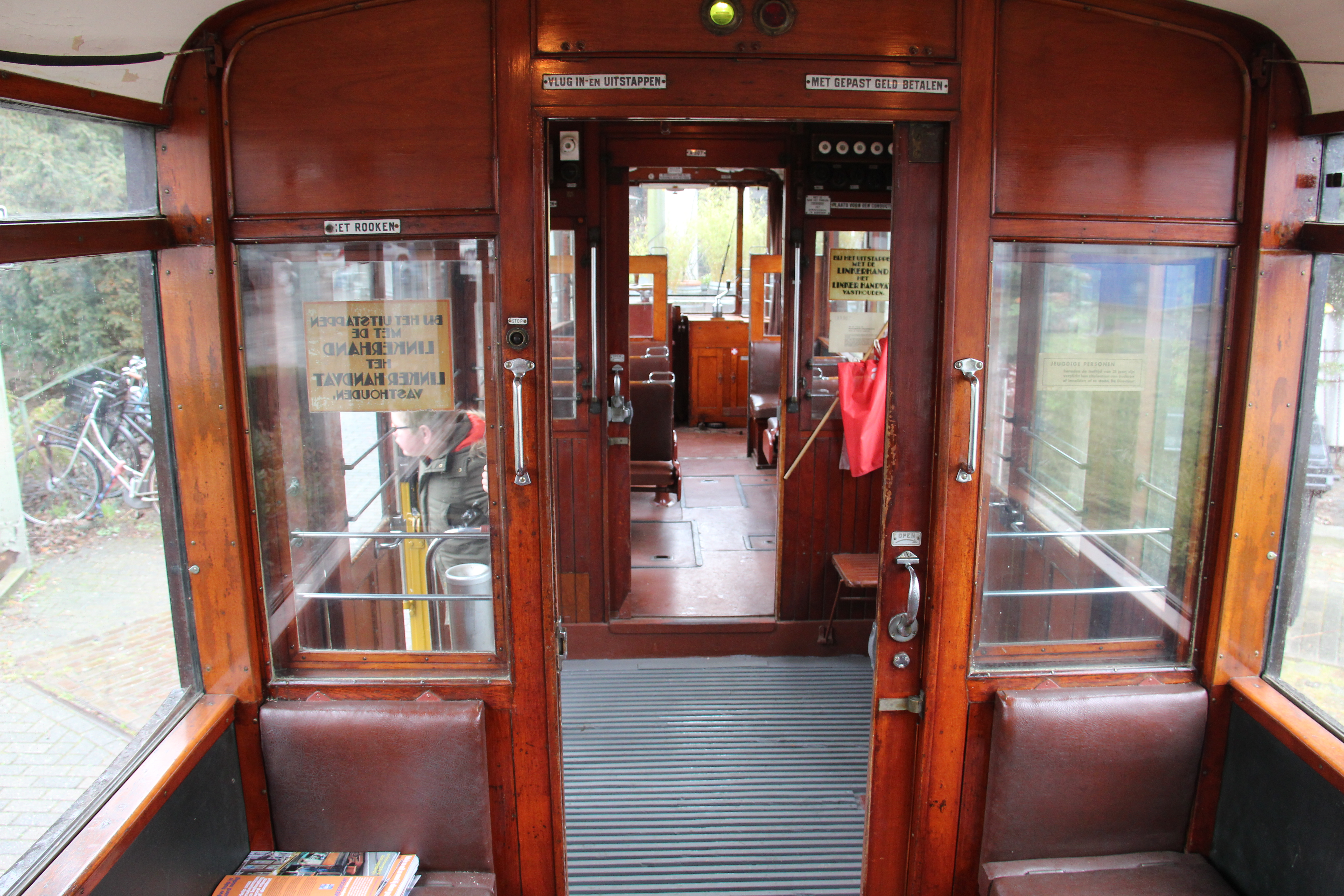
Zicht op het interieur met nadruk op de middeninstap.

Bij de Rotterdamse tram hebben drie typen klassieke vierassers dienstgedaan. De 'motorwagens 401-570' vormen de op een na grootste serie motorwagens die ooit in Nederland is gebouwd. Alleen de Amsterdamse Union-serie (15-229) uit 1902-'05 was qua aantal groter. De serie vormde sinds hun indienststelling vanaf 1929 meer dan 30 jaar de ruggengraat van de Rotterdamse Elektrische Tram (RET). Bij deze trams hoorden bijwagens (1001-1020) met eenzelfde uiterlijk. Vele van deze wagens bleven als werk- of instructiewagen en museumwagen nog in dienst. De 'motorwagens 100-135' behoorden tot een serie die als een naoorlogse doorontwikkeling van de serie 401-570 gezien kan worden. Ook bij deze serie hoorden bijwagens (1021-1056).

## Aanleidingen voor de 401-570
Op 15 oktober 1927 ging de RETM voor ƒ 8.000.000,- over in gemeentehanden en werd omgedoopt in Rotterdamsche Electrische Tram (RET). Op dat moment had Rotterdam vijftien tramlijnen. De nieuw aangetreden directeur, J.G.J.C. Nieuwenhuis, plande een totale modernisering en transformatie van het trambedrijf. Een studie van de Duitse verkeerskundige Lehner, na de Tweede Wereldoorlog in Den Haag bij de HTM bekend geworden door het Plan Lehner, werd naar de prullenbak verwezen. Dit plan omhelsde een forse uitbreiding van het tramnet maar borduurde voort op de lijnenstructuur van 1927. Nieuwenhuis liet tellingen uitvoeren wie, waar overstapte, hoeveel mensen dat waren en op welke tijdstippen van de dag. De gegevens analyserend schetste hij een tramnet van 28 lijnen met vele rechtstreekse verbindingen tussen stadswijken via belangrijke overstappunten als Station D.P., Hofplein en Coolsingel.
De tellingen hadden uitgewezen waar precies de grootste behoefte was aan die directe verbindingen. Elke lijn op zich kreeg een gemiddelde frequentie maar omdat iedere stadswijk en eindpunt wel aangedaan werd door twee of drie tramlijnen was er frequent een tram. Tevens zou het voordeel zijn dat als een lijn vertraging opliep, de andere lijnen naar die bewuste stadswijk normaal konden blijven rijden. Voor de uitvoering van deze plannen had de RET trams nodig met een capaciteit van ongeveer 80 passagiers die met een bestuurder en een conducteur bediend konden worden. Bij uitzondering, in de spitsuren of op drukke lijnen, zou gebruik van bijwagens worden gemaakt. Ook de tariefstructuur werd vereenvoudigd, o.a. met de invoering van rittenkaarten die men bij voorverkoopadressen kon kopen. Het plan van Nieuwenhuis zou in drie fases worden ingevoerd – A, B en C genoemd – en in 1931 voltooid moeten zijn. Plan A ging al op 1 mei 1929 in want het kon worden uitgevoerd zonder de instroom van nieuw trammaterieel. Het betrof de instelling van de tramlijnen 16 en 17 (twee oost-westverbindingen) en 18. Lijn 12A werd in 9 omgenummerd. Nog voor de instelling van plan B werd als versterkingslijn van lijn 2 een lijn 25 tussen het Beursplein en de Carnisselaan ingesteld. Veel oud trammaterieel kon worden gemoderniseerd en kreeg ook de okergeel/zwarte kleurencombinatie. De lijnkleuren verdwenen en tevens op vele series de sleepbeugel. Gemoderniseerde trams kregen een signaalinrichting waarmee passagiers konden aangeven dat zij bij de volgende halte wilden uitstappen.

## Aflevering

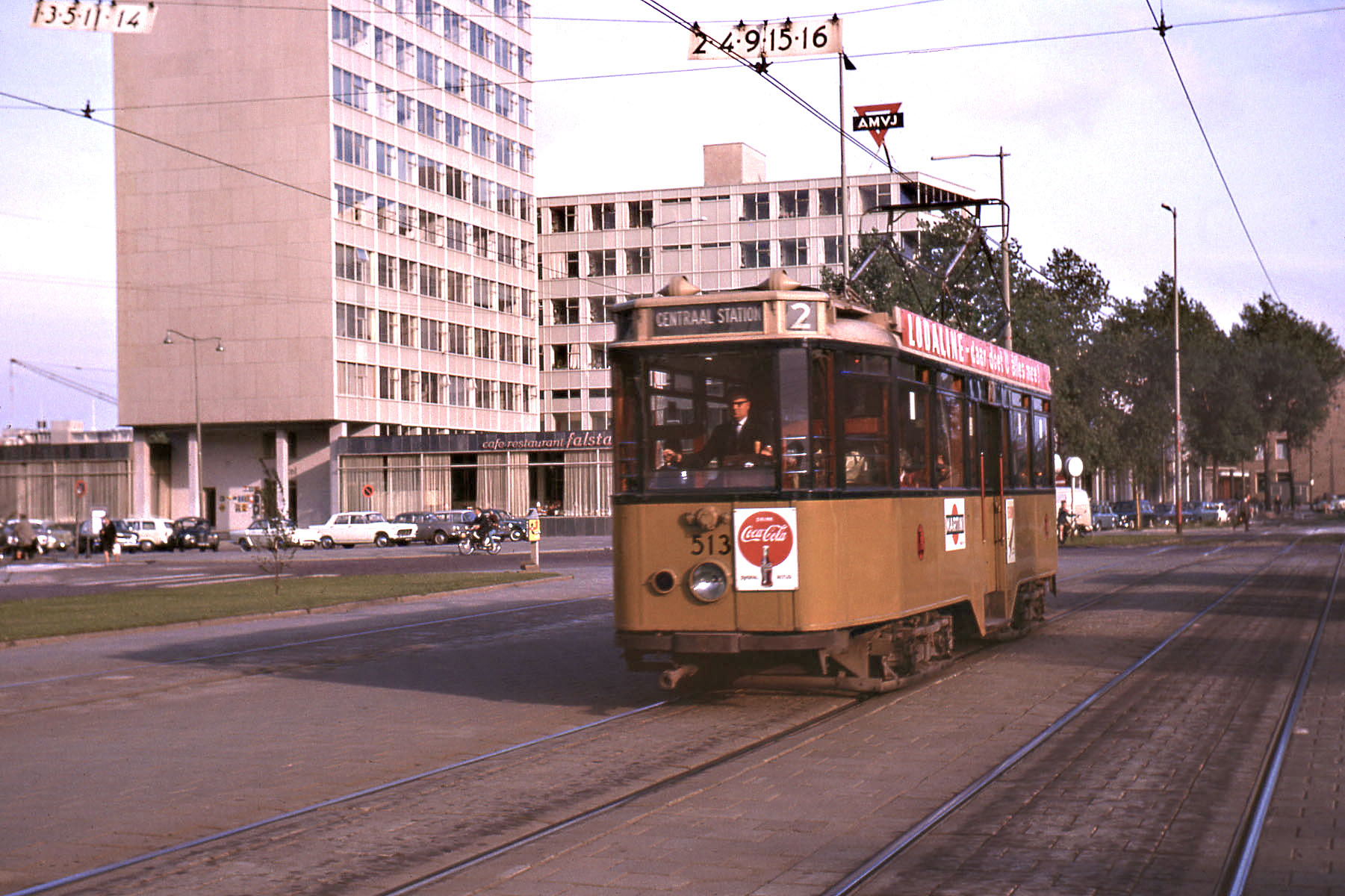
Motorwagen 513 als losse motorwagen op lijn 2 op het Rotterdamse Kruisplein; 1965.

Voor de uitvoering van plan B en C was echter wél nieuw materieel nodig. De keus viel op een vierasser met een lengte van bijna 12 meter en een middeninstap die slechts twee treden had. De eerste bestelling was 50 motor- en 20 bijwagens groot. In het rijtuig moest men dan, om bij de zitplaatsen te komen, nog een derde treetje nemen. De wagens waren geheel van staal, uiterst modern in die tijd. Alle dwarsbanken waren bekleed met kunstleder. Er konden 22 passagiers zitten en 41 staan. De rijcontroller had 10 rijstanden en 7 remstanden. Deze werden met een schakelwiel met de klok mee bediend. De motorwagens waren tweerichtingswagens, aan beide kanten waren bestuurdersplaatsen. De bestuurder had een soort halve zitplaats met een zadel en kon zijn compartiment met een gordijn sluiten. Dit was vooral nuttig om het spiegelen van de interieurverlichting op de voorruit als het donker was tegen te gaan. De eerste 50 nieuwe vierassers werden door drie verschillende fabrikanten geleverd:
- 401-420 door Allan Rotterdam en
- 421-435 door Talbot Aken met 4 SSW motoren van 32 pk.
- 436-450 door Werkspoor Utrecht 4 motoren van BBC van 32 pk.

Al deze wagens werden tussen juli en december 1929 afgeleverd. Ze kwamen in dienst op de lijnen 4, 8 en 16 en ook op de lijnen 9 en 14. De bijbehorende bijwagens met precies hetzelfde uiterlijk, 1001-1020 die op termijn tot motorwagen konden worden verbouwd, werden ook afgeleverd. De bijwagens hadden ook aan de uiteinden zitplaatsen zodat het totaal 32 zit- en 30 staanplaatsen werd. De verbouwing tot motorwagens vond plaats in de tweede helft van 1931 en de wagens werden als 451-470 aansluitend aan de eerdere serie genummerd. Door deze nieuwe wagens kon met Tramplan B de verdere uitbreiding van het tramnet plaatsvinden met de instelling van de lijnen 19, 20, 21 en 24. Lijn 4 kon naar Schiedam worden verlengd. Plan B werd op 24 maart 1930 voltooid met de invoering van de tangentiale tramlijnen 22 en 23. Toen op last van de gemeente de particuliere buslijnen, die een plaag voor het trambedrijf waren, op 1 december 1929 werden verboden, steeg het vervoer aanzienlijk.
Na verloop van tijd traden bij het rijden hinderlijke stoten op. Dit kwam door de montage van een niet-verende wiegbalk in de draaistellen en de normale slijtage hiervan. Een eenvoudige maar ingenieuze ingreep werd uitgevoerd, de veerhand in het draaistel zodanig uitvoeren dat deze aan de draagpot kon 'schommelen', waardoor de wagens veel soepeler en rustiger liepen.
In 1930 keurde de gemeenteraad van Rotterdam de aanschaf van nog eens 100 motorwagens en 20 bijwagens goed. De motorwagens, die alle 20 centimeter langer dan de eerdere serie waren:
- 471-500 door Allan gebouwd met 4 BBC motoren van 47 pk.
- 501-510 door Allan gebouwd met 4 SSW motoren van 44 pk.
- 511-550 door Werkspoor gebouwd met dezelfde motoren als 501-510.
- 551-560 door Beijnes Haarlem met 4 BBC motoren van 47 pk.
- 561-570 ook door Beijnes gebouwd maar met 4 Smit motoren van 44 pk.

De 20 nieuwe bijwagens waren ook 20 centimeter langer dan hun voorgangers en werden weer 1001-1020 genummerd; deze wagens kwamen tussen november 1931 en januari 1932 in dienst. De motorwagens 471-570 hadden dus een hoger motorvermogen dan de voorgangers 401-470.
Op 1 juni 1931, de geplande invoering van Tramplan C, waren bijna alle 190 bestelde vierassers afgeleverd. De crisistijd was toen echter al in volle hevigheid losgebarsten en het vervoer was drastisch verminderd. Tramplan C kon niet worden uitgevoerd en de teller bleef steken op 25 tramlijnen. De eerste tramlijnen werden al opgeheven. Lijn 13 was het eerste slachtoffer, hiervoor werd lijn 19 verlengd. Tot 1933 volgden nog de lijnen 7, 19 en 24. De ritprijzen werden verhoogd maar het aantal te vervoeren passagiers nam enorm af en daarmee weer de inkomsten. In de crisistijd was voor de RET de opening in 1937 van het voetbalstadion van Feyenoord en het vervoer daarnaartoe, een grote opsteker. Soms werden tot 80 extra tramstellen ingesteld om voor en na de wedstrijd de duizenden toeschouwers te kunnen vervoeren.

## Tweede Wereldoorlog
Tijdens het bombardement op Rotterdam op 14 mei 1940 werd geen enkele tram verwoest of beschadigd mede omdat alle trams in de remises stonden en de remises buiten het gebombardeerde gebied lagen.
In 1943 liet de RET Allan nog een kleine serie motorwagens van dit type op aanwezige reservedraaistellen bouwen. Dit waren eenrichtingwagens, die 301-304 werden genummerd. Omdat men om zware motoren verlegen zat bij de bouw van deze wagens, die immers welhaast per definitie bijwagens zouden meevoeren, werden de zware motoren van de 471 tot en met 474 in 1943 door lichtere reserve motoren voor de series 401-470 vervangen. In 1946 werd de serie uitgebreid met de 305 en 306. Deze laatste twee waren opgebouwd uit de resten van de door brandschade bij het bombardement op 31 maart 1943 in West bijna verwoeste 540 en 418, een drama waarbij acht RET-medewerkers het leven verloren. De 306 werd een eenling in die zin, dat het een korte vierasser was met de daarvoor bestemde draaistellen, maar wel met zware motoren.
Deze kleine serie had dus één bestuurdersplaats maar wel deuren aan beide zijden. De reden hiervoor was dat ‘verkeerd’ uitstappen, dus aan de linker zijde van de tram, bij sommige eindpunten noodzakelijk was. In ieder geval was dit bij het eindpunt Schiedam Koemarkt en bij het eindpunt Bulgersteyn van lijn 8. (Ook de na de oorlog geleverde Allan-serie 100-135 had om dezelfde reden deuren aan beide zijden.)
Om door het sterk toegenomen vervoer meer passagiers te kunnen vervoeren werd als oplossing het aantal zitplaatsen flink teruggebracht. Op 1 december 1944 was het met de, toch al magere exploitatie, gedaan. Vanaf die datum reden er door stroomgebrek geen trams meer.
De bezetter vorderde in 1944/'45 trams om in te zetten bij getroffen Duitse trambedrijven. 34 motorwagens (436-469) en 4 bijwagens (1001-1004) troffen dit lot. Ze vertrokken o.a. naar Bremen en Dortmund. Drie van deze motorwagens werden in Duitsland zodanig beschadigd dat zij na de oorlog niet meer werden hersteld (445, 460 en 461), terwijl de 453 nooit is teruggevonden.

## Naoorlogse periode

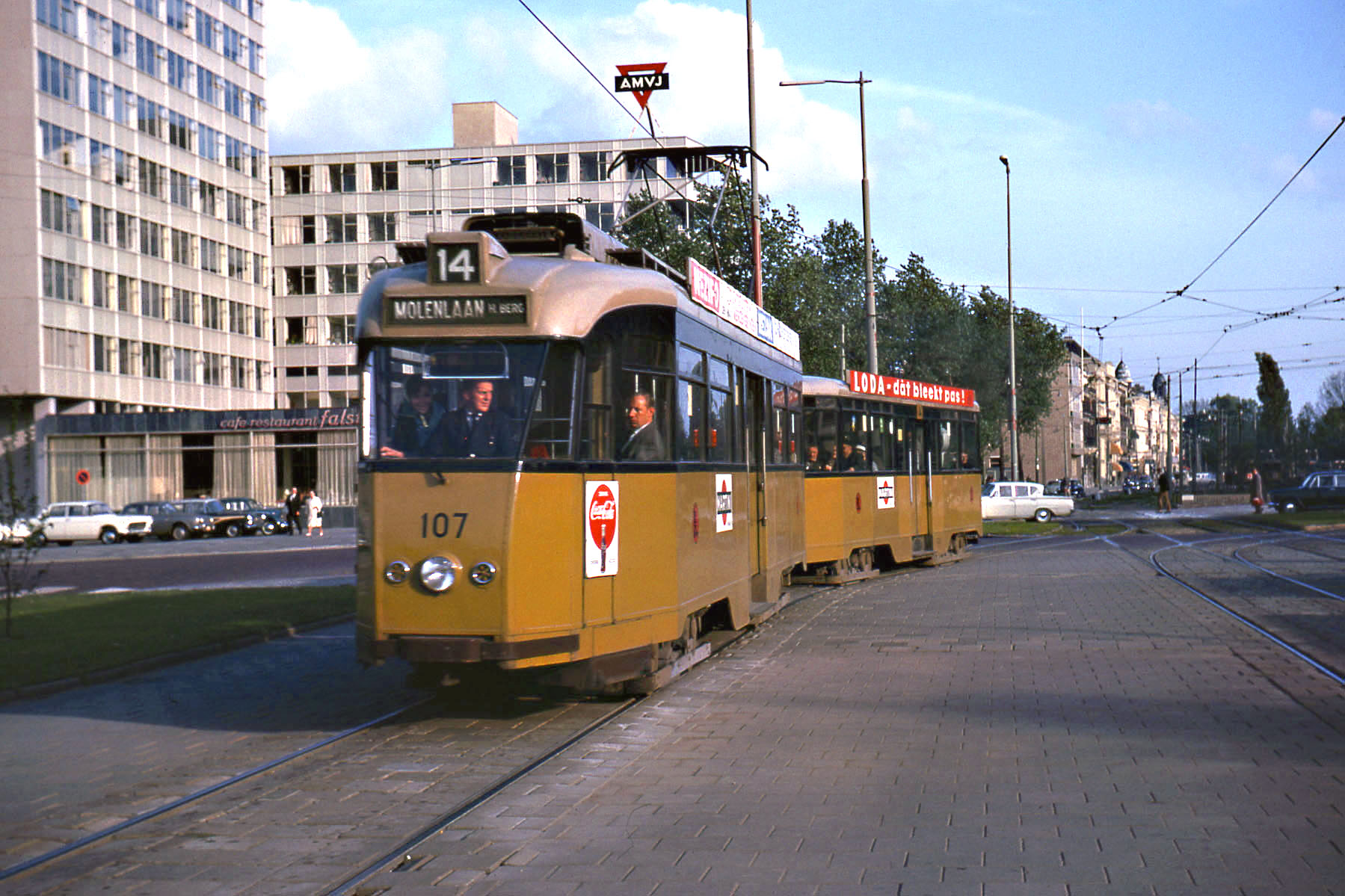
Motorwagen 107 met bijwagen – een zgn. Allan-trein – op lijn 14 naar Hillegersberg (nu lijn 4) op het Rotterdamse Kruisplein. vóór 1965.

Op 8 juni 1945 kon de RET haar werk hervatten. 5 tramlijnen op korte routes kwamen weer in bedrijf. Na de Tweede Wereldoorlog borduurde de RET door op het succes van de serie 401-570. Twee proefwagens, 571 en 572, kwamen in 1948 in dienst die technisch zeer verschillend waren uitgevoerd. Na een uitgebreid proefbedrijf van enkele jaren viel de keuze op de 'all electric' 572, ten koste van de elektropneumatische 571. In 1951 zijn beide motorwagens enigszins gelijk gemaakt, alsnog verbouwd tot eenrichtingwagens en vernummerd in 100 en 101. Deze wagens waren vierassers met een iets gebogen front en een wat andere achterkant zodat zij niet zo’n blokkendoosachtige indruk maakten als het vooroorlogse type. Voortbordurend op het succes van de 572 werden in 1950/'51 de motorwagens 102-135 in dienst gesteld. Dat in het interieur veel aluminium was verwerkt was in die tijd een noviteit. Bij de serie hoorden de bijwagens 1021-1056. Deze serie werd door Allan in 1948/'49 gebouwd en daarom door het personeel ‘Allantreinen’ genoemd. Hun rijeigenschappen waren zeer goed en het motorvermogen was voldoende voor het zwaarste vervoer. TL-verlichting en de latere rijtuigverwarming waren ook noviteiten. De middeninstap, in de jaren dertig nog geroemd, was later niet meer zo praktisch. Enerzijds konden de deuren niet aangepast worden zodat zij automatisch sluitbaar konden worden gemaakt en anderzijds was verbouwing tot eenmanswagen onmogelijk.
Door de komst van dit materieel werd bijna al het vooroorlogse tweeassige materieel – op enkele z.g. Parkwagens 152-201 en de Delmezwagens 202-221 na, die nog tot 1957 dienstdeden op spitsdiensten en lijn 15, buiten dienst gesteld. Vanaf 1963 werden de eerste 'lichte' vierassige motorwagens 401-470 en één bijwagen buiten dienst gesteld en naar de sloper gebracht, nadat sinds 1956 al diverse motorwagens met min of meer zware aanrijdingsschade dezelfde weg waren gegaan. Vele werden voor korte of langere tijd werkwagen. Door de stijging van de naoorlogse welvaart werd de factor arbeid zeer kostbaar. De vierassers werden daardoor ook in de exploitatie zeer kostbaar omdat, indien met bijwagen gereden, drie personeelsleden nodig waren. Net zoveel passagiers konden op termijn worden vervoerd met een nieuwe dubbelgelede Düwag-achtasser die met eenmansbediening alleen een bestuurder nodig had. (Met zelfbediening door de passagiers waardoor na verloop van jaren het zwartrijden enorm toenam.) Na de aflevering van alle gelede trams deden de vooroorlogse vierassers na 1965 alleen nog dienst op lijn 1, 5, 11 en 16, alle lijnen met een kopeindpunt.
In de jaren zestig werd het tramnet gereduceerd. Een aanhoudend tekort aan conducteurs en de bouw van de metro betekende de opheffing van lijn 12 naar de Mijnsherenlaan. Later werden door afnemend passagiersaanbod vooral lijnen in het fijnmazige net het slachtoffer. Zo verdwenen in 1967 lijn 1 naar het Aelbrechtsplein, lijn 11 naar het Lisplein en lijn 15 naar Crooswijk van het toneel en daarmee ook langzaam de vooroorlogse vierassers, waaraan in 1965 de laatste grote revisiers waren uitgevoerd. De nog aanwezige 19 bijwagens 1001-1020 werden in 1965 alle afgevoerd. In 1966 werden de nog aanwezige eenrichtingwagens 302-306 vernummerd in 401-405 (de oorspronkelijke 401-405 waren toen al gesloopt) en geschikt gemaakt voor het trekken van bijwagens van de serie 1021-1056. Toen de Rotterdamse metro in 1968 werd geopend betekende dit de opheffing van alle rivierkruisende tramlijnen. De "zuidlijnen" 2, 9 en 11 (zuidelijke tak van lijn 3) werden opgeheven, waarna een nieuwe, geïsoleerde, tramlijn 2/12 in Zuid ontstond die een aanvoerlijn naar de metro werd.
De laatste vooroorlogse tweerichtingvierassers verdwenen vrijwel uit de dienst na de komst van de laatste enkelgelede Düwagserie 601-635 in 1968/69. Lijn 5 was tot zijn verlenging begin 1969 naar Schiebroek de laatste lijn die volledig met deze wagens reed vanwege het kopeindpunt op de Schieweg. Daarna vertoonden zij zich alleen nog op lijn 11, in spitsdiensten van lijn 9, als opstelwagen op het Kruisplein ten behoeve van verstoringen op de nieuwe lijn 5 en tot met 22 juli 1969 op de z.g. Nieuwenhuistramtramdienst, een spitsdienst over delen van de lijnen 4, 5 en 6. Op lijn 11 reden zij al snel verdrongen door de jongere eenrichtingvierassers 401-405 (II) en weer later door losse Allan motorwagens 102-135. In "Noord" werd een aantal wagens achter de hand gehouden als uiterste reserve, waarvan ook een deel werd voorzien van schrikstrepen en van een nummer in de werkwagenserie 2500. Deze wagens met schrikstrepen hebben in 1970 tweemaal dienstgedaan ten behoeve van voetbalvervoer bij wedstrijden Sparta-Feijenoord. Op "Zuid", waar men maar net genoeg enkelgelede Düwags had voor de dienst op de lijnen 2 en 12 bevonden zich als uiterste reserve de tot werkwagen vernummerde 2516 (ex 513) en 2517 (ex 520), die om deze reden niet waren voorzien van schrikstrepen. Deze werden slechts sporadisch in de passagiersdienst, o.a. in het voetbalvervoer naar het Feijenoord Stadion, ingezet, bij één gelegenheid (10 oktober 1971) zelfs beide. De eenrichtingwagens 402-405 (II) bleven nog tot 1970 in dienst, de 401 (II) was na een zware aanrijding begin 1969 van het toneel verdwenen.
In de jaren 1969 tot en met 1972 werd ook het grootste deel van het vierassige Allan materieel afgevoerd, na slechts twintig jaar dienst te hebben gedaan. Negen stellen bleven over en deden dienst in de spitsuren op de Zuidlijnen 2 en 12. In 1980 waren door asbestperikelen een aantal kleine en grote Schindlers buiten dienst gesteld terwijl ook twee slechts 10 jaar oude Düwag gelede wagens waren verbrand. Hierdoor werd de reserve zeer krap en reden er zo nu en dan weer enkele oude vierassers in de normale dienst, onder meer de 504, 515 en de 565, met name op lijn 3. In februari 1981 kwamen ook op de Rechter Maasoever weer twee Allanstellen in de spitsuren in de dienst op lijn 6 waardoor de oude vierassers niet meer nodig waren. Na aflevering van voldoende nieuw materieel was het in 1983 ook voor de Allan stellen definitief afgelopen. Op 9 juli 1983 reden de zij hun afscheidsritten op lijn 2.

## Museumtrams

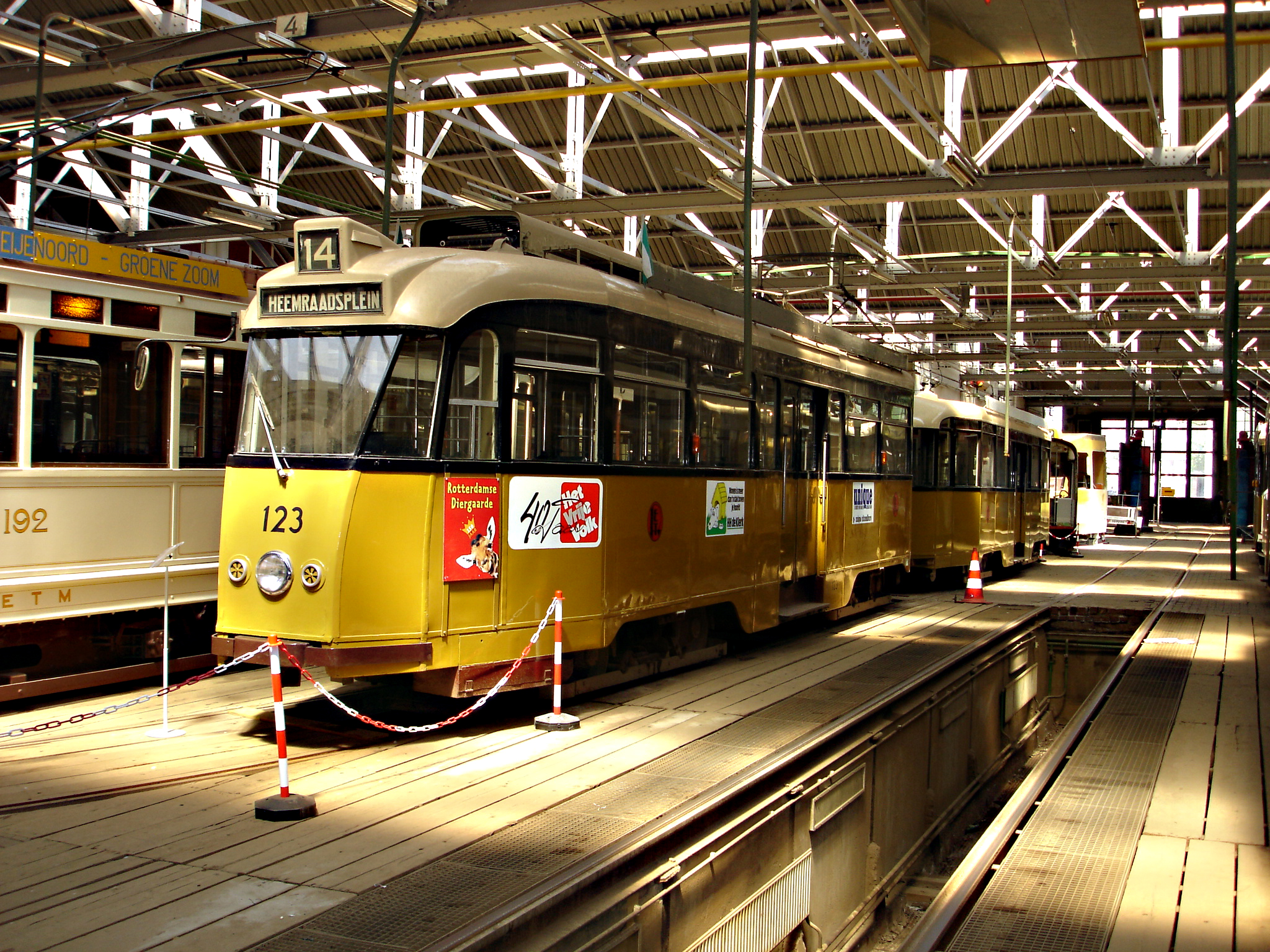
Vierassige motorwagen RET 123 (bouwjaar 1951) in het Rotterdams Openbaar Vervoer Museum

In Rotterdams Openbaar Vervoer Museum tenzij anders vermeld.
- Serie 401-570: 408, 491, 504, 507 (Amsterdam), 509, 515, 520 (Arnhem), 522, 523, 535 (Arnhem), 536 (Arnhem), 537, 542, 556, 565; werkwagens: 2101 (instructiemotorwagen, ex-404), 2603 (zoutstrooimotorwagen; ex-2502, ex-493) en 2605 (sneeuwbestrijdingsmotorwagen; ex-2511, ex-543)
  - 470 was aanvankelijk onderdeel van de collectie van de Museum Buurtspoorweg maar ging in mei 1971 verloren bij een brand in Enschede.[1][1][2]
- Serie 1001-1020: 1001 (ex-motorwagen 499), 1008 (ex-motorwagen 545) en 1020 (ex-motorwagen 513)
- Serie 301-306: 303
- 100 en 101: geen
- Serie 102-135: 109, 115, 123 en 130
- Serie 1021-1056: 1040, 1042 en 1050 (Arnhem)

## Afbeeldingen van Museumtrams in Rotterdam

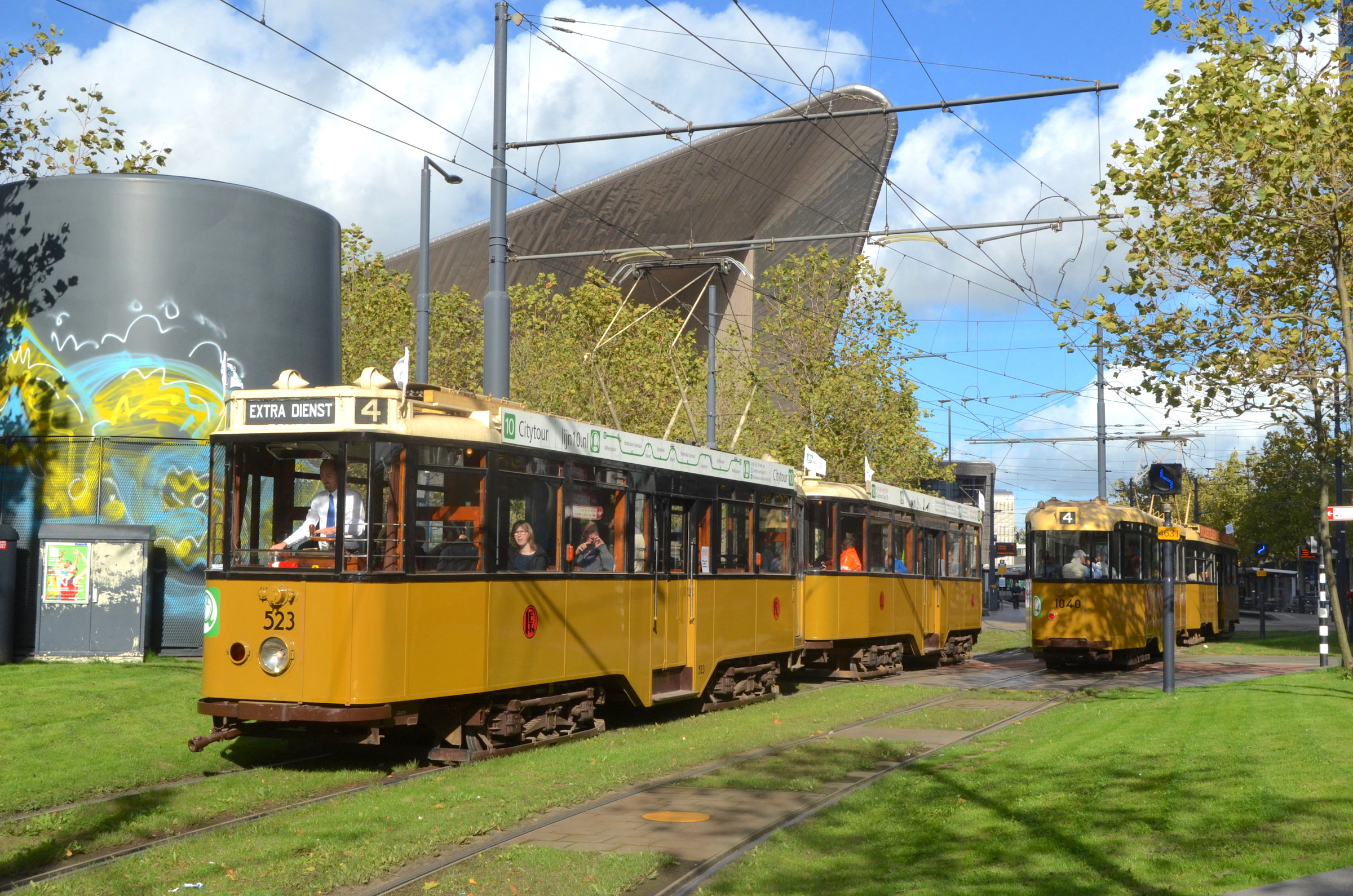
Vierasser-tramstel 523 + 1020 op het Kruisplein.
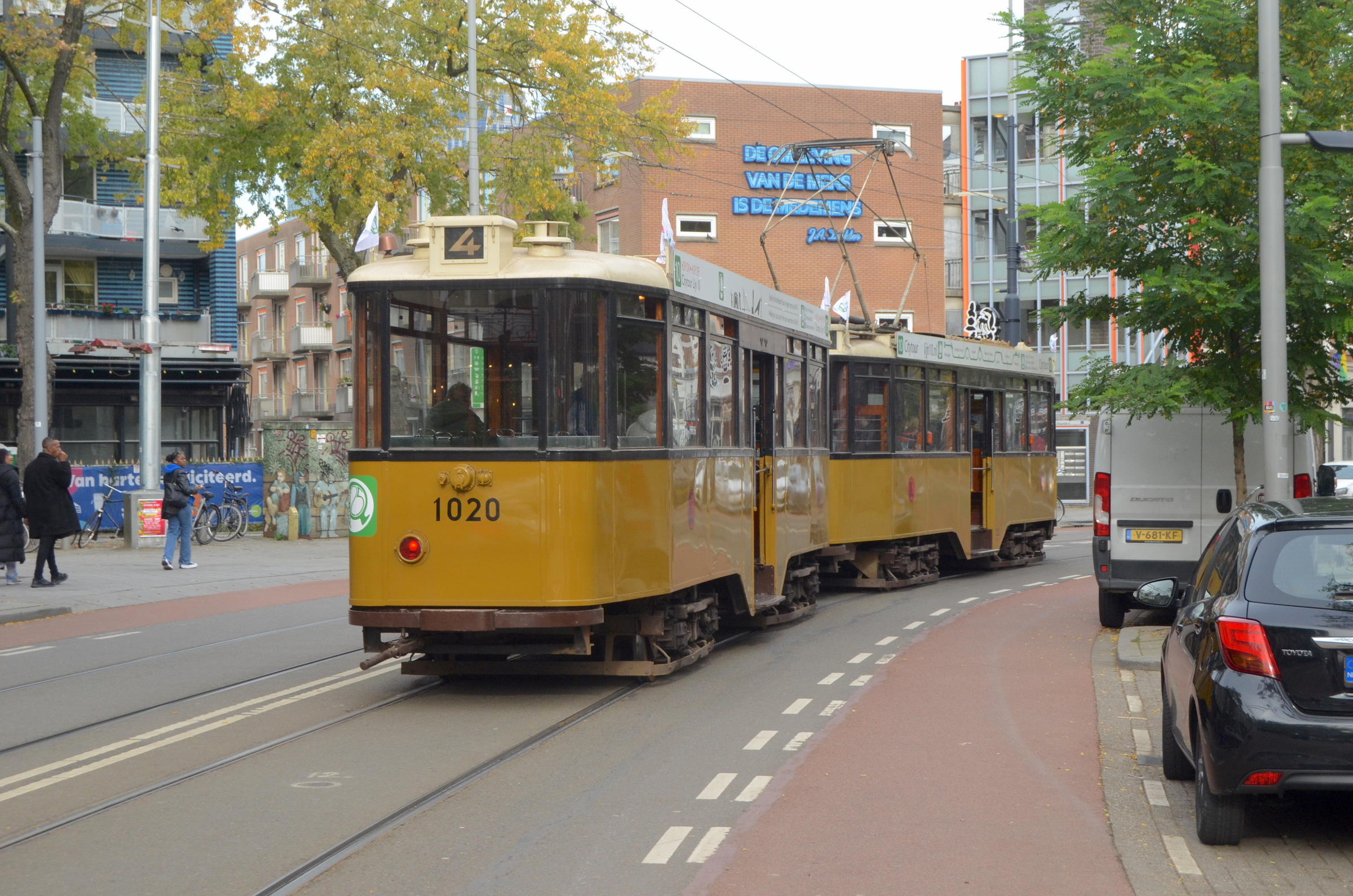
Vierasser-tramstel 1020 + 523 op de Nieuwe Binnenweg.
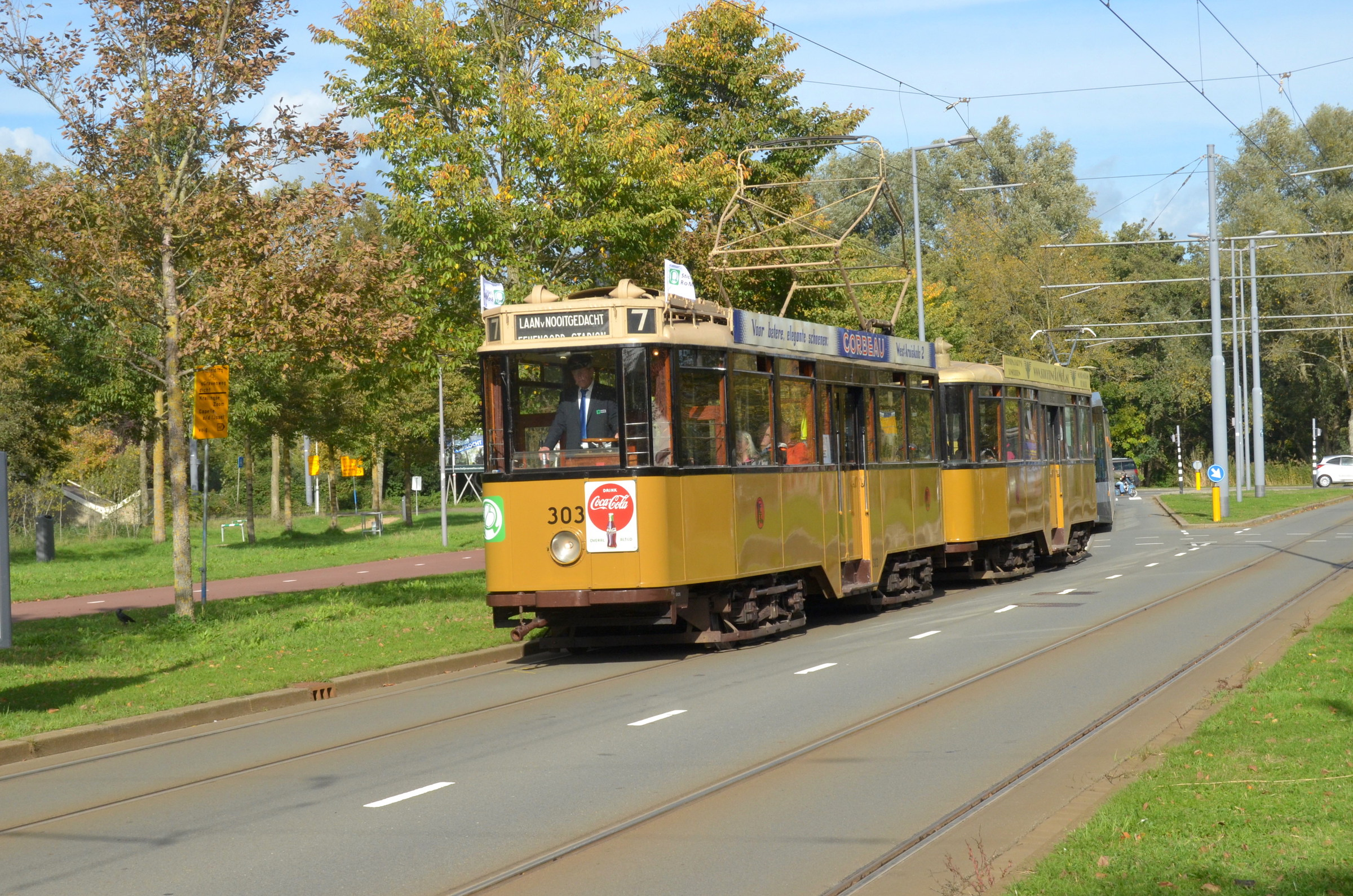
Vierasser-tramstel 303 + 1001 op de Burgemeester Oudlaan.
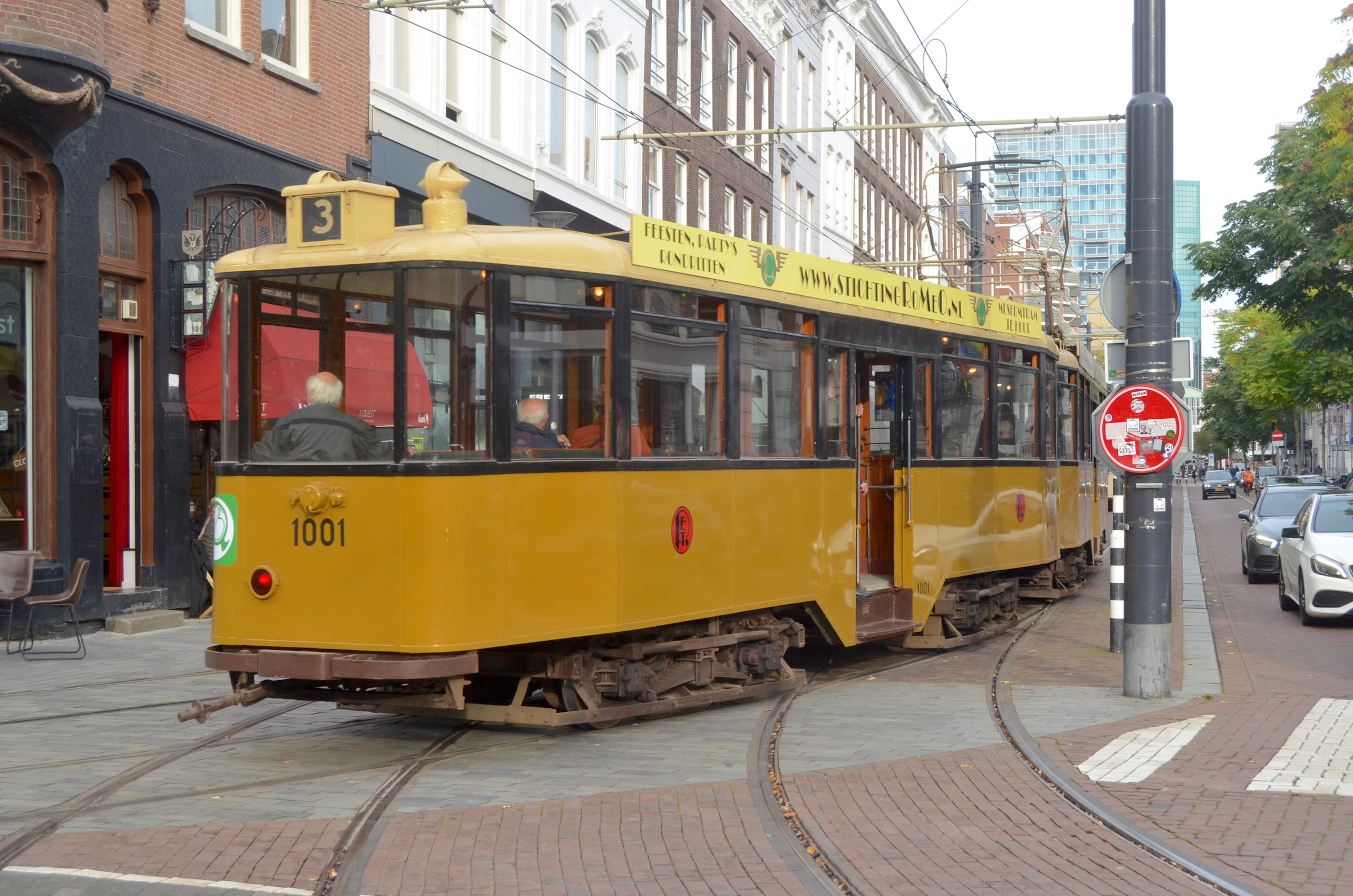
Vierasser-tramstel 1001 + 303 in de Van Oldenbarneveltstraat.
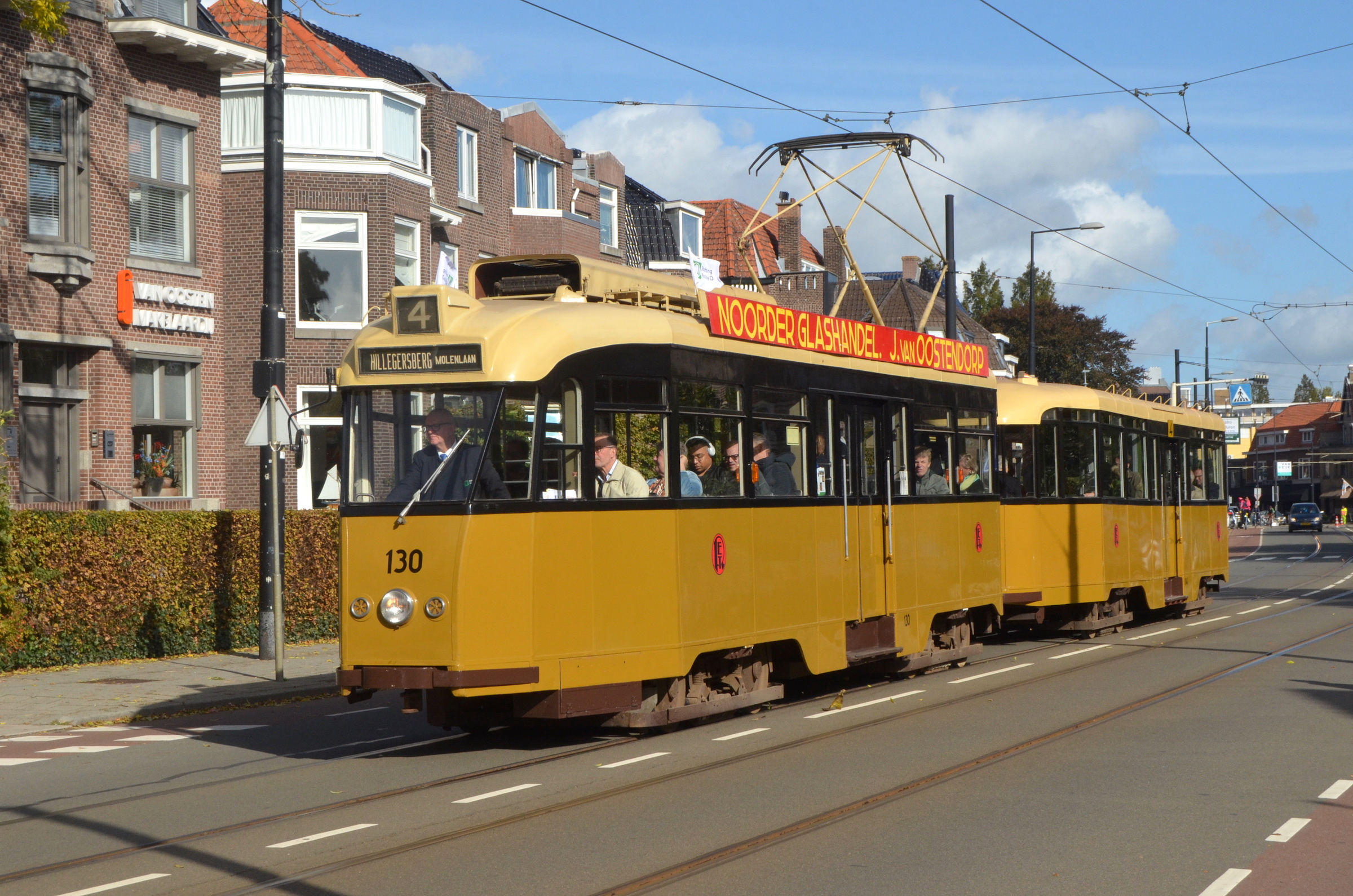
Allan-tramstel 130 + 1040 op de Straatweg Hillegersberg.
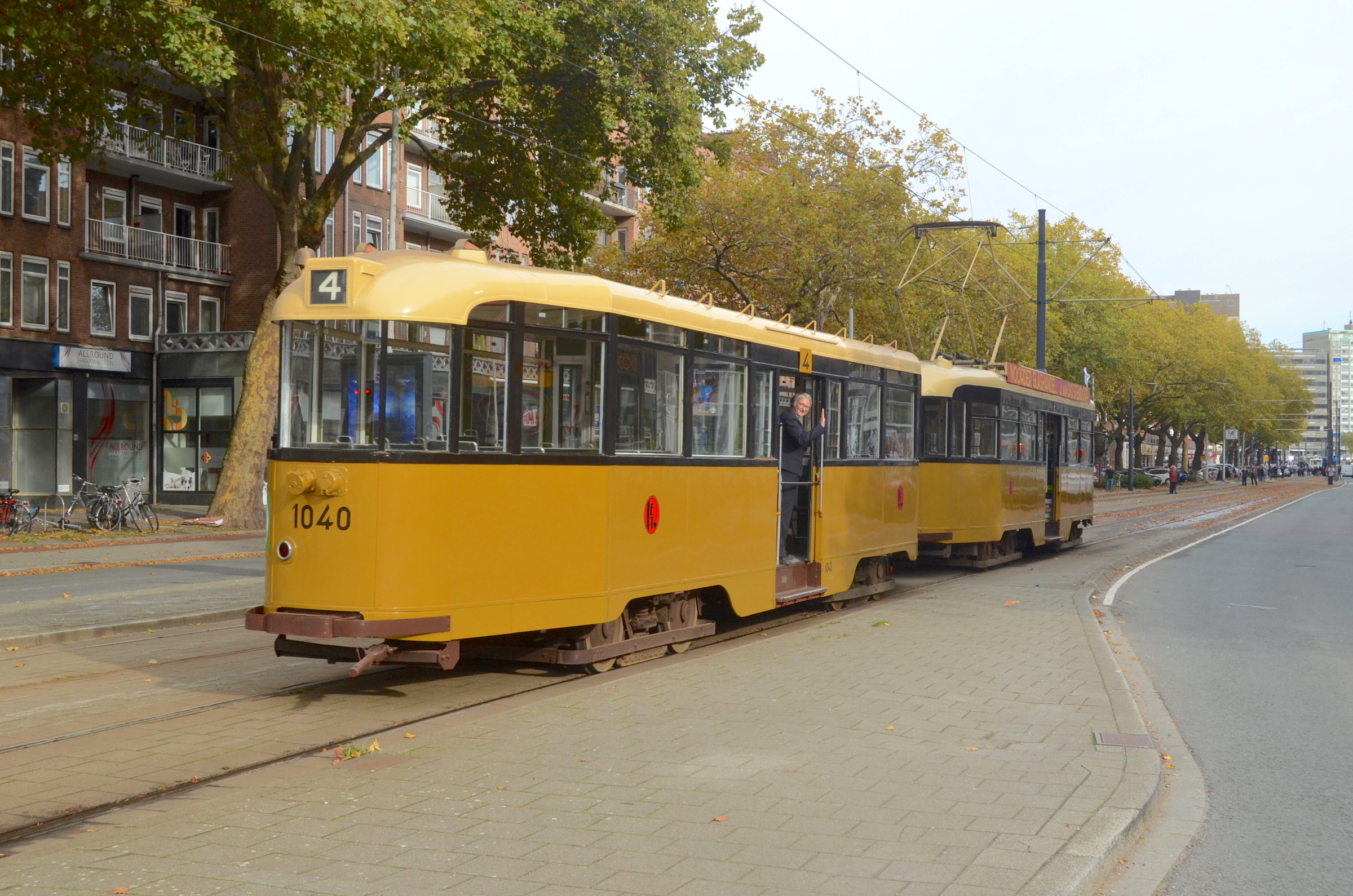
Allan-tramstel 1040 + 130 de Goudsesingel.